# الهجمات على أمريكا الشمالية خلال الحرب العالمية الثانية

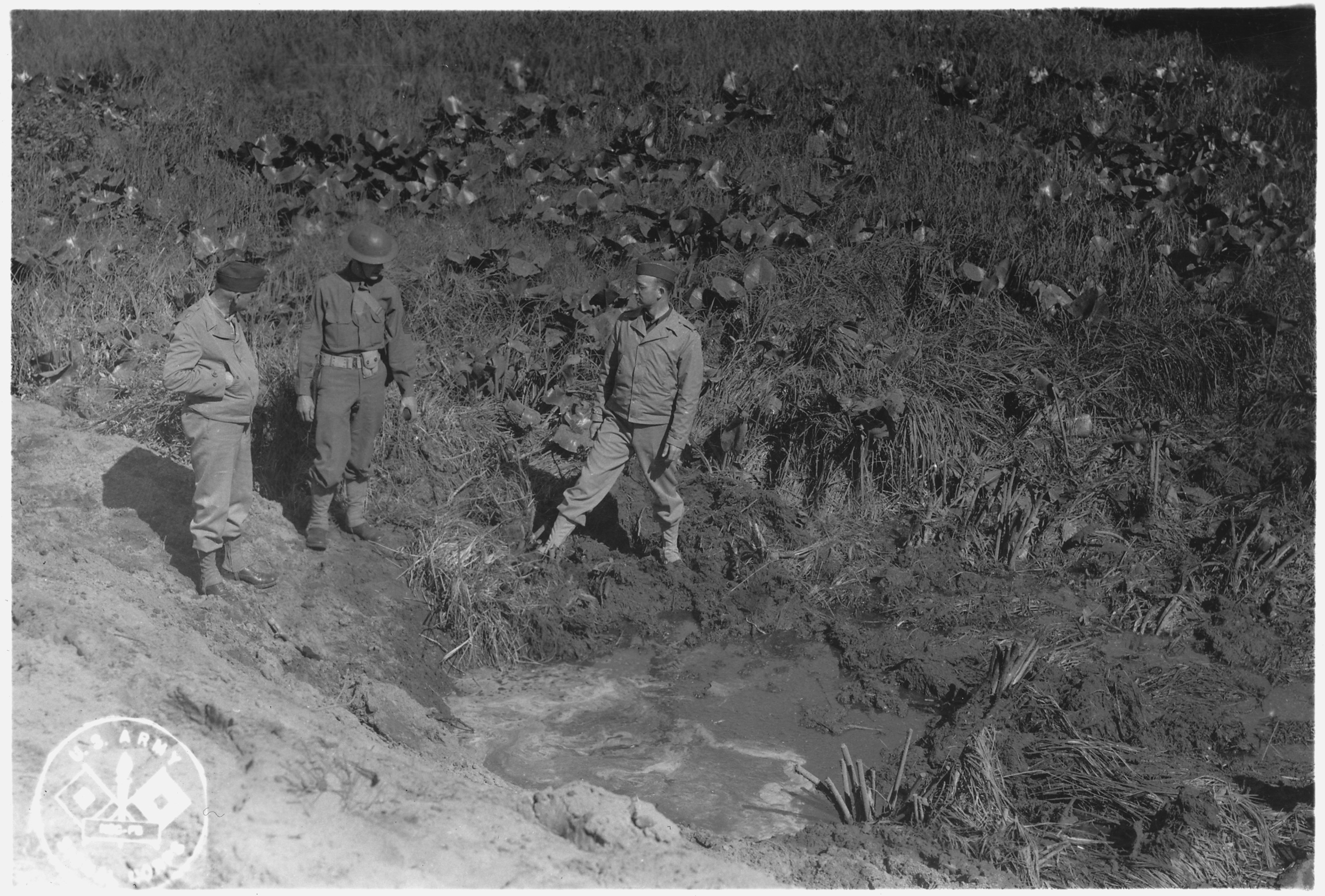
جندي أمريكي يتفقد حفرة قذيفة بعد الهجوم الياباني على فورت ستيفنز، ولاية أوريغون

الهجمات على أمريكا الشمالية خلال الحرب العالمية الثانية  تصف سلسلة من الهجمات معظمهم طفيفة خلال الحرب العالمية الثانية. وكانت اغلب هذه الهجمات في كل من الشمال والمناطق الجنوبية القريبة من مسرح الصراع في أوروبا وآسيا. كان أي تهديد من قبل دول المحور لغزو الولايات المتحدة القارية أو مناطق أخرى لا تذكر، وكان يسمح للموارد الأمريكية نشرها في دور السينما في الخارج.
تحتوي هذه المقالة الهجمات على الأراضي القارية، وتمتد 200 ميل (320 كم) في المحيط، والتي هي اليوم تحت سيادة الولايات المتحدة، كندا، المكسيك، والعديد من الدول الأخرى الأصغر حجما. كانت الأحداث المعروفة في أمريكا الشمالية خلال الحرب العالمية الثانية لحملة جزر ألوشيان، معركة سانت لورانس، والهجمات على نيوفاوندلاند.

## وصلات خارجية
- American targets
- Japanese submarine attacks
- German Sabotage operations
- Planned Italian attack on New York harbour.
- The Bay Area at War
- Army Responses
- Details of German secret agents landed in North America
- Red White Black & Blue – feature documentary about The Battle of Attu in the Aleutians during World War II
- Defense of Americas a publication of the مركز التاريخ العسكري لجيش الولايات المتحدة
- The Battle of the St. Lawrence